# Priča o igračkama (franšiza)
Priča o igračkama (Toy Story) američka je medijska franšiza koju je stvorio Pixar Animation Studios i koju je distribuirao Walt Disney Studios Motion Pictures. Franšiza se temelji na skupini antropomorfnih igračaka koje se pretvaraju da su žive kad ljudi nisu prisutni. 
Prvi film u franšizi, Priča o igračkama, objavljen je 1995. godine i postao je prvi dugometražni film u potpunosti napravljen pomoću računalne animacije.
Od tada su objavljena još tri nastavka: Priča o igračkama 2 (1999.), Priča o igračkama 3 (2010.) i Priča o igračkama 4 (2019.), i dva spinoff filma o Buzz Lightyearu: Buzz Lightyear of Star Command: The Adventure Begins (2000.) i Svjetlosni (2022.). Franšiza također uključuje nekoliko kratkih filmova, televizijskih specijala i serija.
Glavni likovi u franšizi uključuju Woodyja, kauboja i vođu igračaka, Svjetlosnoga (Buzz Lightyear), svemirskog rendžera i jednog od Woodyjevih najboljih prijatelja, te ostale igračke poput gospođice Bo Peep, gospodina Krumpirka i Rexa. Filmovi su dobili široko priznanje od kritike i publike zbog svoje animacije, humora i emocionalne dubine.
Također je bila komercijalno uspješna, zaradivši više od 3 milijarde američkih dolara na kino blagajnama širom svijeta. Također je dovela do proizvodnje velikog broja proizvoda vezanih uz franšizu, uključujući igračke, odjeću i videoigre.
Franšiza je jedna od najuspješnijih i najomiljenijih animiranih franšiza svih vremena. Njezini filmovi, kratki filmovi i televizijski specijali su oduševili publiku svih dobnih skupina svojom animacijom, humorom i emocionalnom dubinom. Franšiza je također imala veliki utjecaj na animacijsku industriju i postavila nove standarde za računalnu animaciju.

## Filmovi
| Film                                                 | Datum izlaska       | Redatelj      |
| ---------------------------------------------------- | ------------------- | ------------- |
| Priča o igračkama                                    |                     |               |
| Priča o igračkama                                    | 22. studenoga 1995. | John Lasseter |
| Priča o igračkama 2                                  | 24. studenoga 1999. | John Lasseter |
| Priča o igračkama 3                                  | 18. lipnja 2010.    | Lee Unkrich   |
| Priča o igračkama 4                                  | 24. lipnja 2019.    | Josh Cooley   |
| Spinoff                                              |                     |               |
| Buzz Lightyear of Star Command: The Adventure Begins | 8. kolovoza 2000.   | Tad Stones    |
| Svjetlosni                                           | 17. lipnja 2022.    | Angus MacLane |

### Glavni filmovi

#### Priča o igračkama (1995.)
Prvi film u franšizi, Priča o igračkama, objavljen je 1995. godine. Radnja filma prati Woodyja, kauboja i omiljenu igračku dječaka po imenu Andy, koji postaje ljubomoran kad Andy dobije novu igračku, svemirskog rendžera Svjetlosnog (Buzz Lightyear). Woody i Buzz se na kraju sprijatelje i zajedno pokušavaju pronaći put natrag do Andyjeve kuće nakon što se izgube.
Film je režirao John Lasseter i bio je prvi dugometražni film u potpunosti napravljen pomoću računalne animacije. Priča o igračkama je postigla veliki uspjeh kod kritike i publike te je zaradila više od 373 milijuna američkih dolara na kino blagajnama širom svijeta.

#### Priča o igračkama 2 (1999.)
Drugi film u franšizi, Priča o igračkama 2, objavljen je 1999. godine. Radnja filma prati Woodyja koji je otet od strane kolekcionara igračaka te Buzz i ostale igračke kreću u misiju spašavanja. Tijekom pustolovine, Woody otkriva da je bio dio popularne televizijske emisije iz 1950-ih godina te upoznaje ostale likove iz emisije.
Film je režirao John Lasseter i bio je još jedan veliki uspjeh za Pixar i Disney. Priča o igračkama 2 je zaradio više od 497 milijuna američkih dolara na kino blagajnama širom svijeta te je dobio široko priznanje od kritike zbog svoje animacije, humora i emocionalne dubine.

#### Priča o igračkama 3 (2010.)
Treći film u franšizi, Priča o igračkama 3, objavljen je 2010. godine. Radnja filma prati Woodyja, Buzza i ostale igračke koje su donirane dječjem vrtiću nakon što Andy odlazi na fakultet. Igračke se moraju suočiti s novim izazovima u vrtiću te pokušavaju pronaći put natrag do Andyja.
Film je režirao Lee Unkrich i bio je ponovo veliki uspjeh za Pixar i Disney. Zaradio više od milijardu američkih dolara na kino blagajnama širom svijeta te je dobio široko priznanje od kritike.

#### Priča o igračkama 4 (2019.)
Četvrti film u franšizi, Priča o igračkama 4, objavljen je 2019. godine. Radnja filma prati Woodyja koji se ponovno susreće s gospođicom Bo Peep te zajedno kreću u avanturu kako bi spasili novu igračku po imenu Forky. Tijekom avanture, Woody se suočava s pitanjima svoje svrhe kao igračke.
Film je režirao Josh Cooley iopet postigao veliki uspjeh za Pixar i Disney. Film je zaradio više od milijardu američkih dolara na kino blagajnama širom svijeta i opet pokupio vrhunske kritike.

### Buzz Lightyear filmovi

#### Buzz Lightyear of Star Command: The Adventure Begins (2000)
Koncept ljudskog Buzz Lightyeara, koji postoji u fiktivnom svemiru unutar fiktivnog svemira, prvi put je predstavljen u filmu izravno na video izdanju Buzz Lightyear of Star Command: The Adventure Begins iz 2000. godine, koji je zatim poslužio kao pilot za televizijsku seriju Buzz Lightyear of Star Command (2000. – 2001.).

#### Svjetlosni (2022)
Svjetlosni je američki računalno-animirani znanstveno-fantastični akcijsko-pustolovni film iz 2022. godine koji je producirao Walt Disney Pictures i Pixar Animation Studios te ga distribuirao Walt Disney Studios Motion Pictures. Film je spin-off franšize Priča o igračkama, ali se ne odvija u istom fiktivnom svemiru; umjesto toga, predstavljen je kao film koji su neki od likova u glavnim filmovima Priča o igračkama vidjeli. Svjetlosni se usredotočuje na liku Buzz Lightyear, koji je ovoga puta u ovom filmu čovjek, a ne igračka.
Film je režirao Angus MacLane (u svom redateljskom debiju), a producirao Galyn Susman, prema scenariju i priči napisanoj od strane MacLanea i Jasona Headleyja, za Pixar.
Film prati Svjetlosnoga koji djeluje kao svemirski rendžer koji nakon što je ostao nasukan na neprijateljskom planetu sa svojim zapovjednikom i posadom pokušava pronaći put natrag kući dok se suočava s prijetnjom sigurnosti svemira. Film je dobio mješovite kritike od kritičara.

## Kratki filmovi i televizijski specijali
Osim dugometražnih filmova, franšiza uključuje nekoliko kratkih filmova i televizijskih specijala.
Prvi kratki film, Hawaiian Vacation, objavljen je 2011. godine i prati Woodyja, Buzza i ostale igračke kako pokušavaju prirediti savršen odmor za Barbie i Kena.
Drugi kratki film, Small Fry, objavljen je isto 2011. godine i prati Buzza koji je zamijenjen s manjom verzijom sebe u restoranu brze hrane.
Treći kratki film, Partysaurus Rex, objavljen je 2012. godine i prati Rexa koji postaje kralj zabave u kadi.
Franšiza također uključuje nekoliko televizijskih specijala, uključujući Priča o igračkama: Noć vještica (Toy Story of Terror!) (2013.) i Božićna priča o igračkama (Toy Story That Time Forgot) (2014.). Oba specijala prate Woodyja, Buzza i ostale igračke u novim avanturama.

## Glumačka postava i likovi
Priča o igračkama uključuje veliku glumačku postavu koja je posudila glasove mnogim likovima u filmovima i drugim medijima. Tom Hanks i Tim Allen su glumili Woodyja i Svjetlosnoga u svim filmovima i većini drugih medija.
Ostali glumci koji su dali glasove likovima u franšizi uključuju Don Rickles kao gospodin Krumpirko, Jim Varney kao pas Slinky, Wallace Shawn kao Rex, John Ratzenberger kao Hamm, Annie Potts kao gospođica Bo Peep i Joan Cusack kao Jessie.
Likovi su postali vrlo popularni među publikom svih dobnih skupina. Woody je kauboj i vođa igračaka koji se uvijek trudi učiniti pravu stvar. Buzz Lightyear je svemirski rendžer koji je na početku mislio da je pravi svemirski rendžer, ali kasnije shvaća da je igračka. Ostali popularni likovi uključuju gospođicu Bo Peep, pastiricu i Woodyjevu ljubavnu simpatiju, gospodina Krumpirka, krumpir koji se može preoblikovati, i Rexa, plastičnog dinosaura koji se boji svega.

## Ostali mediji
Franšiza također se proširila na druge medije, uključujući videoigre, knjige i stripove.

### Videoigre
- Toy Story (1995.) (Super Nintendo Entertainment System, Sega Mega Drive (Sega Genesis), Microsoft Windows i Game Boy)
- Disney's Activity Center: Toy Story (1996.) (Microsoft Windows)
- Disney's Animated Storybook: Toy Story (1996.) (Microsoft Windows and macOS)
- Disney's Activity Center: Toy Story 2 (2000.) (Microsoft Windows)
- Toy Story 2: Buzz Lightyear to the Rescue (1999.) (Dreamcast, PlayStation, Nintendo 64, Game Boy Color, Microsoft Windows i macOS)
- Toy Story 2: Woody Sousaku Daisakusen!! (2000.) (Sega Pico) – objavljen samo u Japanu
- Buzz Lightyear of Star Command (2000.) (Game Boy Color, PlayStation, Dreamcast, i Microsoft Windows)
- Jessie's Wild West Rodeo (2001.) (Microsoft Windows and macOS)
- Toy Story Racer (2001.) (PlayStation and Game Boy Color)
- Disney Hotshots: Toy Story 2 (2003.) (Microsoft Windows)
- Toy Story 2: Operation Rescue Woody! (2005.) (V.Smile)
- Toy Story Mania! (2009.) (Wii,  Xbox 360, PlayStation 3 i Microsoft Windows).
- Disney•Pixar Toy Story 3 (2010.) (LeapPad, LeapPad2, LeapPad3, LeapPad Platinum, LeapPad Ultra, LeapPad Jr., Leapster Explorer, and LeapsterGS Explorer)[82]
- Toy Story 3: The Video Game (2010.) (PlayStation 2, PlayStation 3, Xbox 360, Wii, PlayStation Portable, Nintendo DS, Microsoft Windows, macOS i iOS)
- Shooting Beena: Toy Story 3 – Woody to Buzz no Daibōken! (2010.) (Advanced Pico Beena) – objavljen samo u Japanu
- Toy Story: Smash It! (2013.) (iOS i Android)
- Toy Story Drop! (2019.) (iOS i Android)

## Vanjske poveznice
- Službena stranica na disney.com